# 九龍

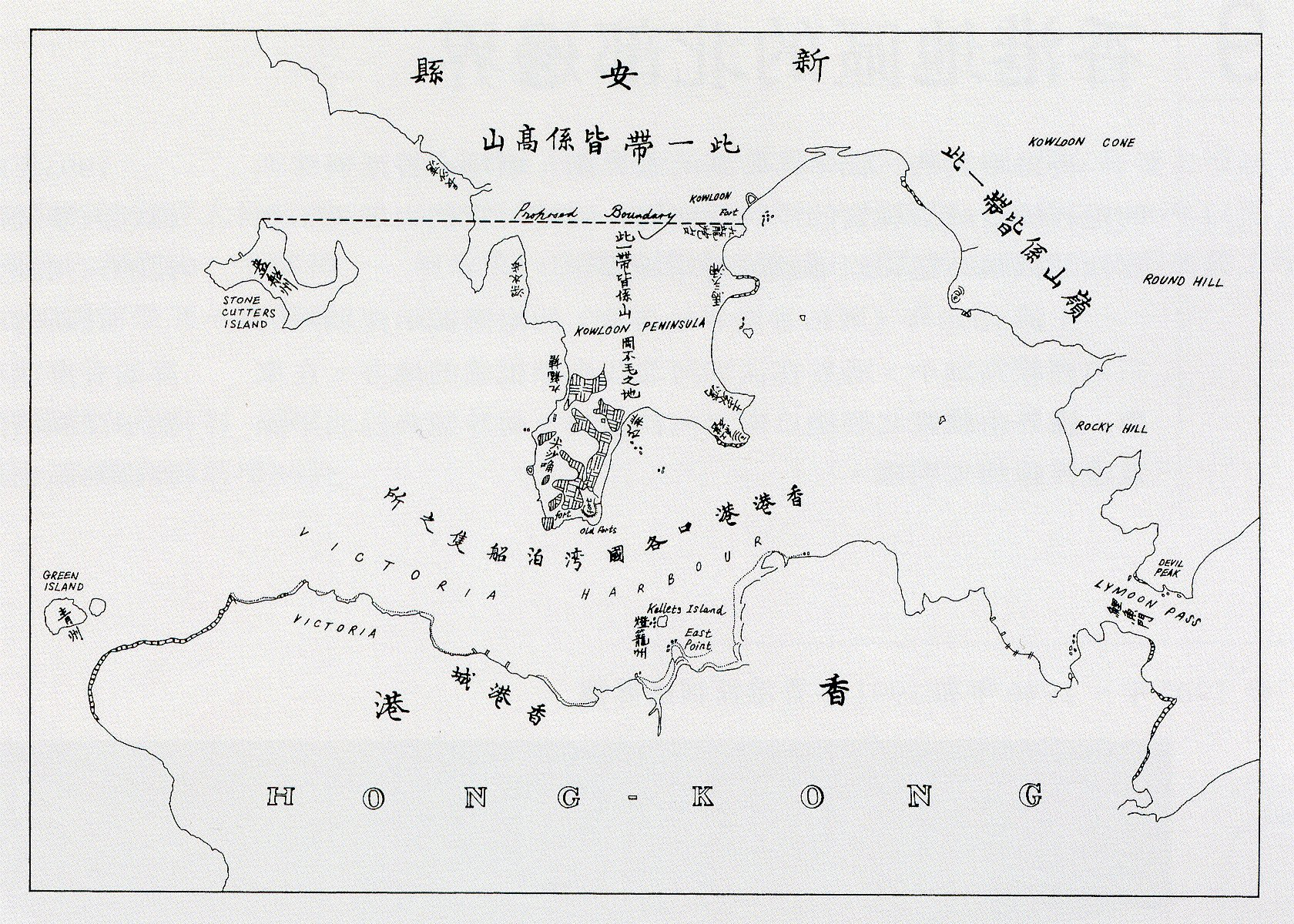
破線は1860年北京条約において清国からイギリスに割譲された領域（九龍半島南部及び昂船洲）の北限を示す。

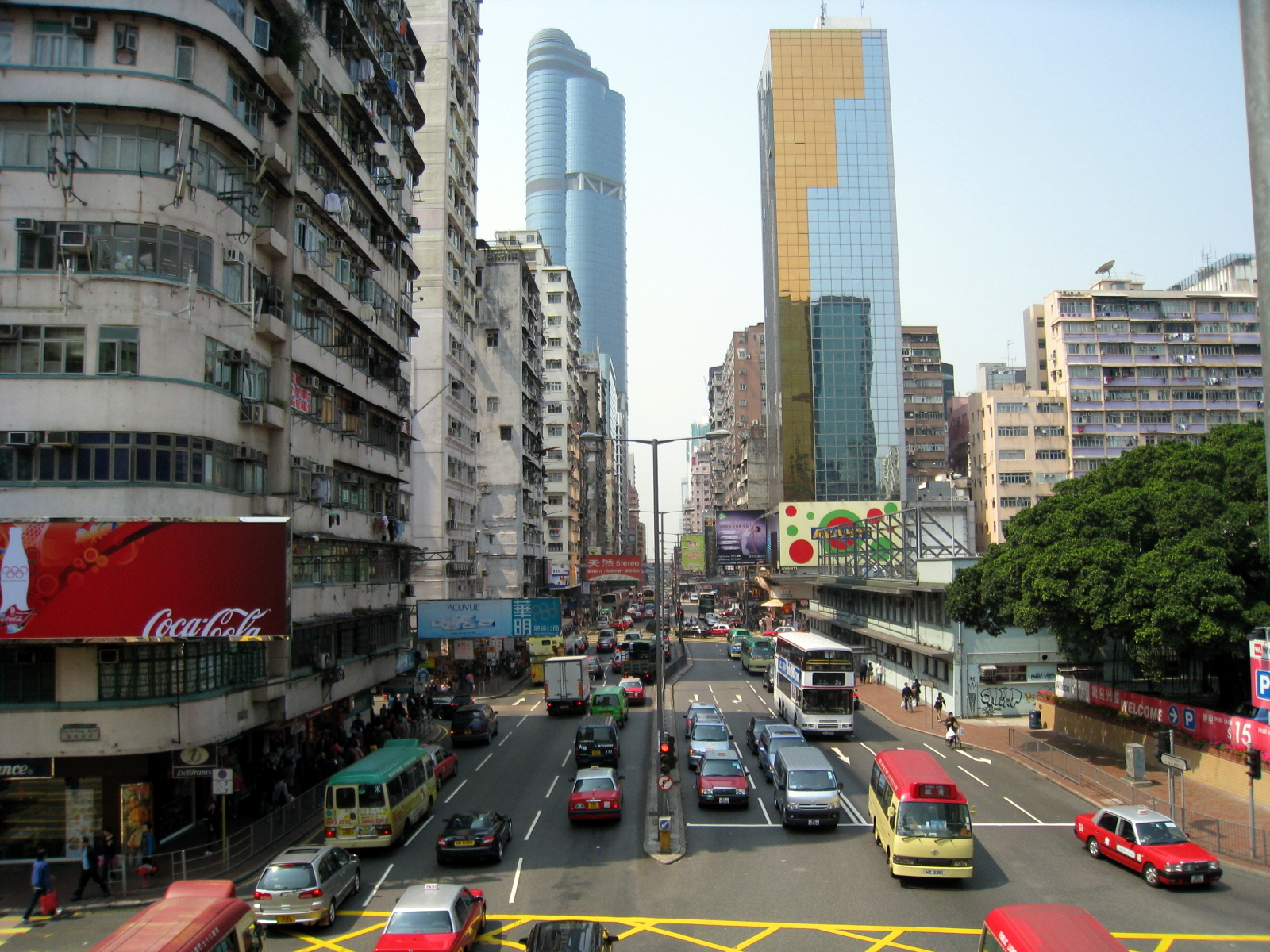
旺角にある亞皆老街(Argyle Street)の様子

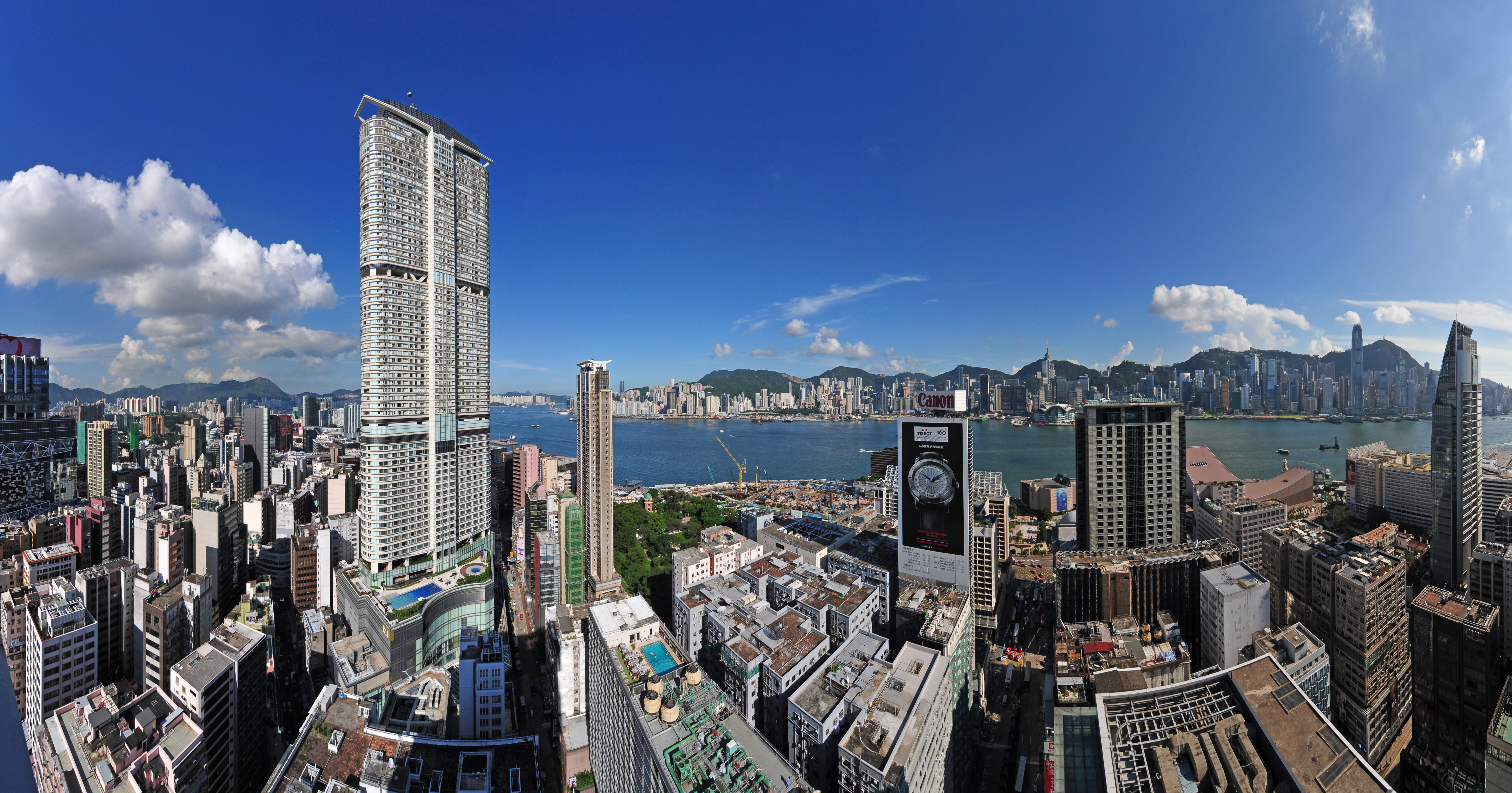

九龍（ガウロン、きゅうりゅう、カオルン、クーロン、広東語：Gau2lung4、英語：Kowloon、 標準中国語：Jiǔlóng）は、香港領内に位置する市街地の一地域名を指す。1860年に締結された北京条約において、当時の中国の政権であった清国からイギリスに割譲された地域で九龍半島のうち現在の界限街より南側を指す。
ただし、現在の日常の用語としては、新九龍と呼ばれる新興市街地を含む場合もある。1842年、アヘン戦争後に締結された南京条約で清国からイギリスに割譲された香港島に次いでイギリスの植民地となる。
九龍の歴史や気候、市街の概要などに関しては香港または香港の歴史の項を参照。

## 名称について
九龍の呼称についての由来は諸説ある。
宋の幼皇帝が周囲の八つの山の形を龍の頭となぞらえて自分を足して九龍と名付けたとする説、周りの九つの山から龍が降りてきて永遠に発展する地になるという風水からきたとする説、9人兄弟の漁師が波打ち際で遊んでいたところ龍に変化してしまいこの地を見守る役割をするようになったという説、この地にかつて龍という名の家族が9人住んでいたという説等がある。
どの説も物語的であり明確な理由は推し量れないが、九という字は中国では久と音が通じることから永遠あるいは永久を意味し、そのためにめでたいものだとされる。龍も同様に風水によれば非常に縁起の良い想像上の動物として知られている。このことから九龍という地名は比類なく幸福な名前であると解釈することもできよう。
これらの説に出てくる山がどの山を指すのかということについてはいくつか説があるが、主なものは以下の通りである。
- 青山 (Tsing Shan / Castle Peak, 583m)
- 大帽山 (Tai Mo Shan, 958m)
- 大老山 (Tate's Cairn, 583m)
- 獅子山 (Sz Tsz Shan / Lion Rock, 495m)
- 馬鞍山 (Ma On Shan, 702m)
- 飛鵞山 (Fei Ngo Shan / Kowloon Peak, 602m)
- 蚺蛇尖 (Nam She Tsim / Sharp Peak, 468m)

日本では九龍を「クーロン」と読む場合があるが、これは日本の立場から九龍を呼称した兵隊シナ語である。語学的立場からはピジン言語の一種である。同じ「漢字文化圏」と括られてはいるが、これは表記による分類であり、言語体系は全く異なり、発音体系も全く異なる。北京、南京同様、日本での読みは現地では通じない。九龍の場合「クー」日本語で「九」を数える時の俗音（本来はク）、「ロン」は広東語で「龍」を読んだ時の音である「lóng」または「lung4」から来ていると考えられるが、系統の違う二つの音が組み合わさる必然性はない。
日本で「竜」が常用漢字とされたことで、「龍」という漢字は旧字体となった。このことから教育分野や報道分野、公用文などにおける使用では、しばしば「九竜」という表記となる。

## 行政区分
九龍市街の行政区分は以下の通り。
- 九龍城区
- 油尖旺区
- 深水埗区
- 観塘区
- 黄大仙区

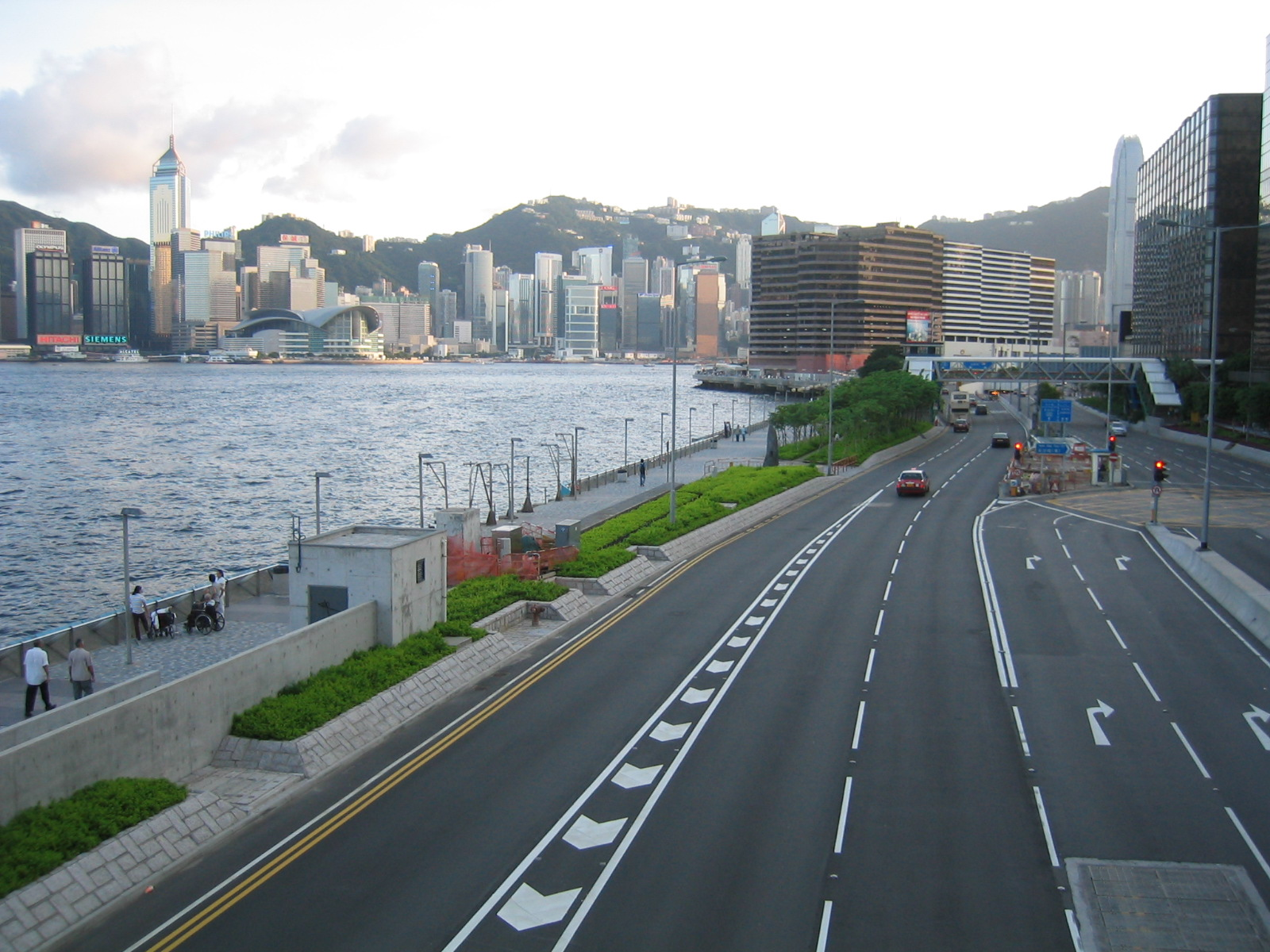
尖沙咀東から香港島を臨む

立法会選挙では九龍市街を以下の二つの選挙区に分けている。
- 九龍東（Kowloon East：観塘区、黄大仙区）（5議席）
- 九龍西（Kowloon West：九龍城区、油尖旺区、深水埗区）（6議席）

### 新九龍
本稿冒頭にあるとおり、本来の意味での九龍は九龍半島先端の尖沙咀から新界との境目である界限街までの地域を指していたが、新界の一部地域を新九龍として広い意味での九龍に含める場合がある。
歴史的には九龍半島のうち界限街以南は清国からイギリスに「割譲」されたがそれよりも北側は1898年の展拓香港界址専条により99年間の期限でイギリスに「租借」された土地であるという違いがあった。1937年、当時の香港政庁は新界のうち、東から順に鯉魚門 (Lei Yue Mun)- 飛鵞山 - 大老山 - 獅子山 - 筆架山 (Beacon Hill)- 美孚新邨 (Mei Foo Sun Chuen)- 昂船洲 (Stonecutters Island) を結んだ線より南側の地域を都市圏の拡張のため新九龍として定めた。
今日の香港では新九龍という用語はほとんど使われなくなっており、この地域はもはや新界の一部ではなく、界限街の南北両側とも九龍の都市圏とみなされている。1997年に界限街を境とする割譲地や租借地とも一括で香港としてイギリスから中華人民共和国に返還されたものの現在でも依然として法律上は九龍、新九龍、新界の区分は変更されずに残されたままとなっている。

## 交通

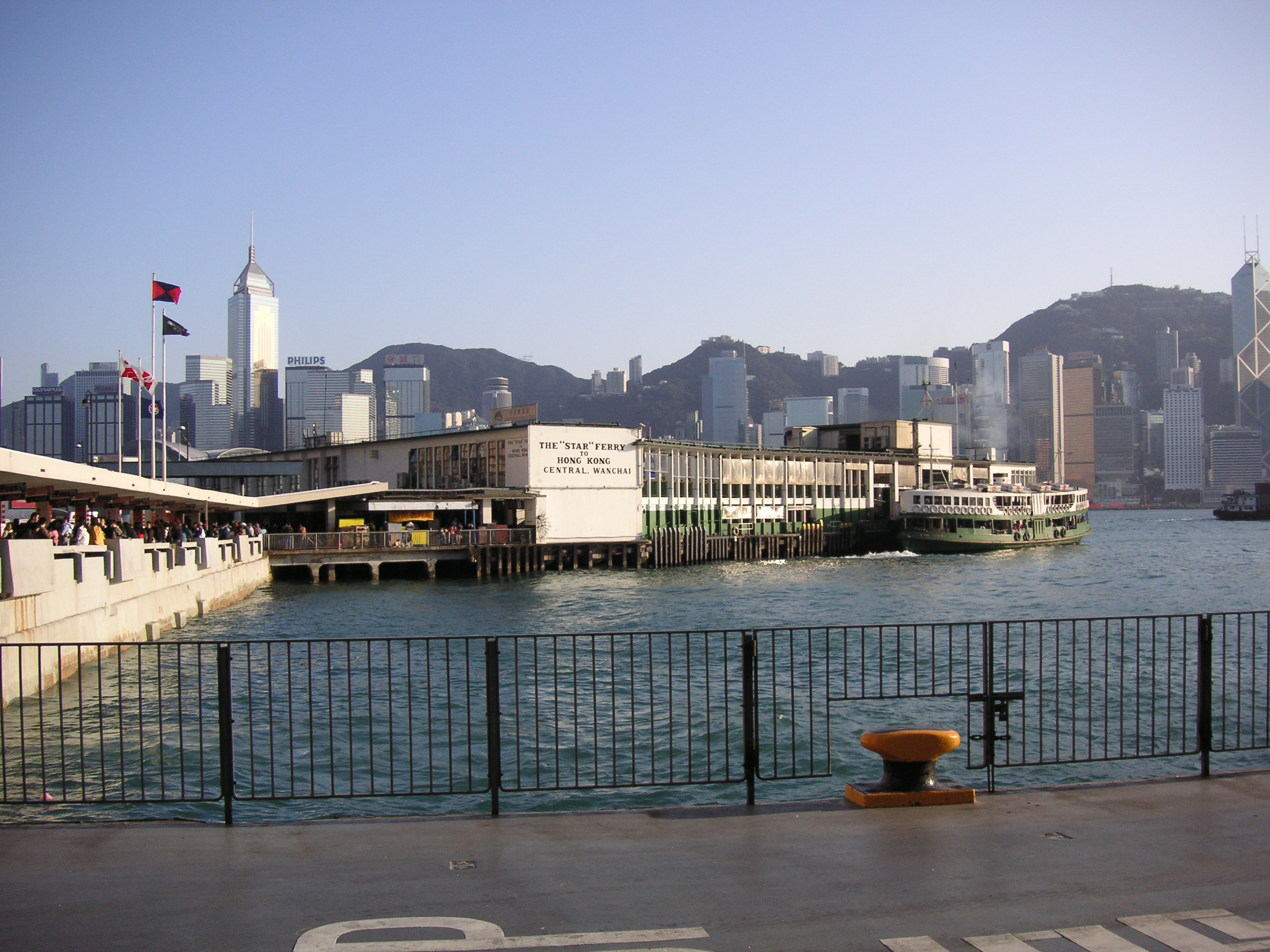
尖沙咀のスターフェリー埠頭

九龍市街内には鉄道路線、地下鉄路線、バス路線などの公共交通機関が縦横に整備されている。以前九龍湾地区にあり、香港の玄関口として利用されていた旧香港国際空港（啓徳空港：Kai Tak Airport）は廃止され、1998年7月に新界のランタオ島北側にあった島、赤鱲角（チェク・ラプ・コック：Chek Lap Kok）周辺を埋め立てて建設された香港国際空港へ移転している。
九龍地区を通る鉄道ではMTRがある。香港国際空港と接続する機場快線（エアポート・エクスプレス）は九龍駅が利用できる。MTRの紅磡駅は広州や仏山など中国本土の都市へ向かう越境列車の発着駅となっている。
バス便ではダブルデッカーバスに代表される九龍バス（九巴）などの大手バス会社路線、マイクロバス運用によるミニバス路線などがある。九龍地区におけるタクシーの営業エリア別の車体塗色は香港島などと同じく赤色である。
九龍地区から香港島へはヴィクトリア・ハーバーを渡る海底トンネルが通じている。3本の鉄道用トンネル（地下鉄路線用、機場快線及びMTR東涌線用、MTR荃湾線用、MTR東鉄線用）、2本の自動車専用トンネル（海底隧道、西区海底隧道）、及び1本の地下鉄路線と自動車道併用トンネル（東区海底隧道はMTR将軍澳線との併用）の合計6本が開通している。
尖沙咀にある中港客運碼頭 (China Ferry Terminal) からは広東省の深圳、珠海、中山、広州南沙、マカオなどへのジェットフォイル便 (TurboJET) が発着する。

## 主な地域

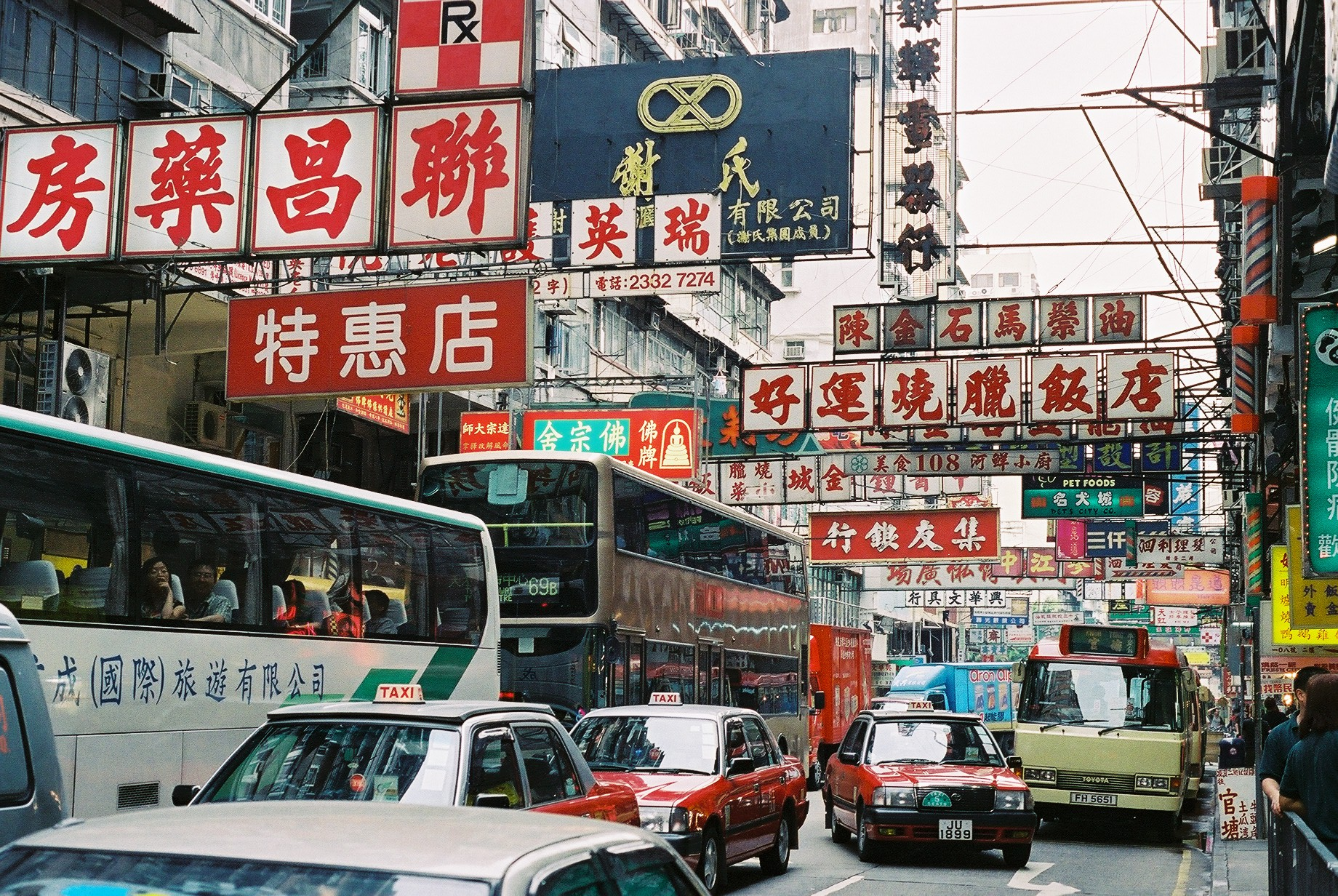
ネオンを含む張り出し看板が特徴的な、2000年代の九龍市街の様子

九龍地区で最も繁華な場所は九龍半島を南北に貫通する彌敦道である。九龍はこの通りを都市軸として据え、その周囲をおおよそ碁盤状に区画している。最近では、1998年に啓徳空港が閉鎖されたことによる九龍市街の高さ制限の撤廃に伴い、超高層建築でのオフィスや住宅、商店、ホテルなどが建設されている。これらが複合的に収容された施設（コンプレックス）の計画や建設も多く見受けられる。
本来九龍の指す地域は、九龍半島先端の尖沙咀から、かつて香港が中国からイギリスに割譲された際境界線となった場所にある街路の界限街までを言ったが、市街の急速な拡大に伴い、現在では新界南部や東部を含めた広域を指す場合が多い（新九龍を参照）。本項でも、新九龍を含めて解説する。

### 尖沙咀・佐敦

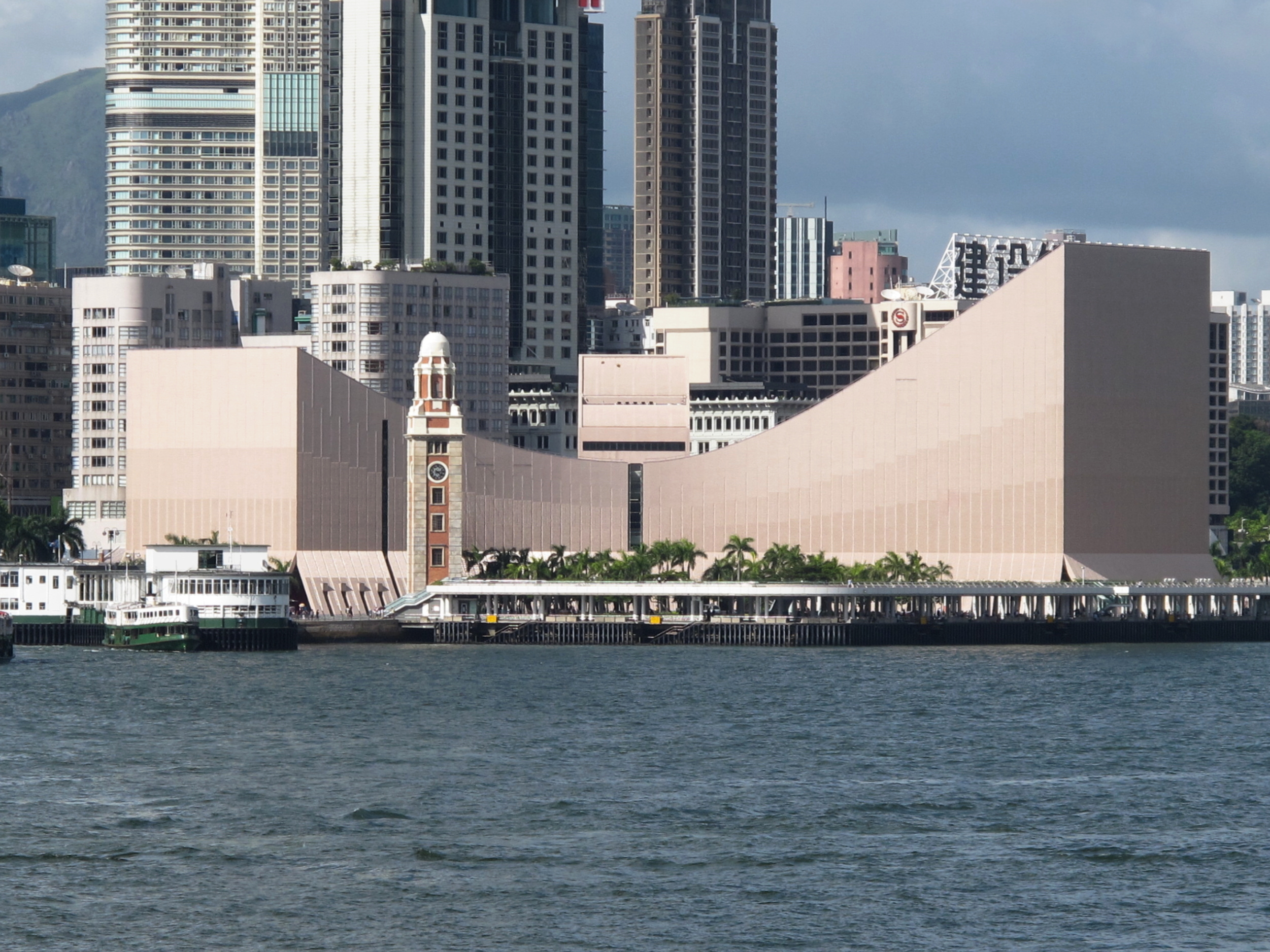
香港文化中心

尖沙咀及び佐敦は九龍半島の先端に位置する街区で、彌敦道の始点となる場所。新界方面からのバスがこの場所で集約される。香港島へヴィクトリア湾を超えて渡るスターフェリー乗り場も設置されており、交通の要衝となっている。かつてはここに香港最大の鉄道駅であった九龍駅があり、この駅からは九広鉄路が発着していたが、現在は尖沙咀鐘楼（時計台）のみが史跡として残っている。現在九龍駅は九龍半島中部の紅磡へ移転し、名称も紅磡駅となっている。旧九龍駅の跡地には香港文化中心、香港芸術館、香港太空館などの文化施設が建設されている。
尖沙咀は香港で最も繁華な地区のひとつでもある。世界的なブランドの高級衣料品店、宝石店、ホテルなどが軒を連ね、香港のホテルで最高級のひとつとされるザ・ペニンシュラ香港もこの場所にある。一方、ゲストハウスと呼ばれる安宿や両替商が多く集まっていることで知られる雑居ビルの重慶大厦や美麗都大厦があるなど、混沌とした感も持ち合わせている。尖沙咀と佐敦との境にある九龍公園にはモスクもあり、国際色豊かな地域である。
地区の西側にある中港客運碼頭に付随する施設としてホテルやショッピングモールを持つ中港城や海港城などがある。

### 旺角・油麻地

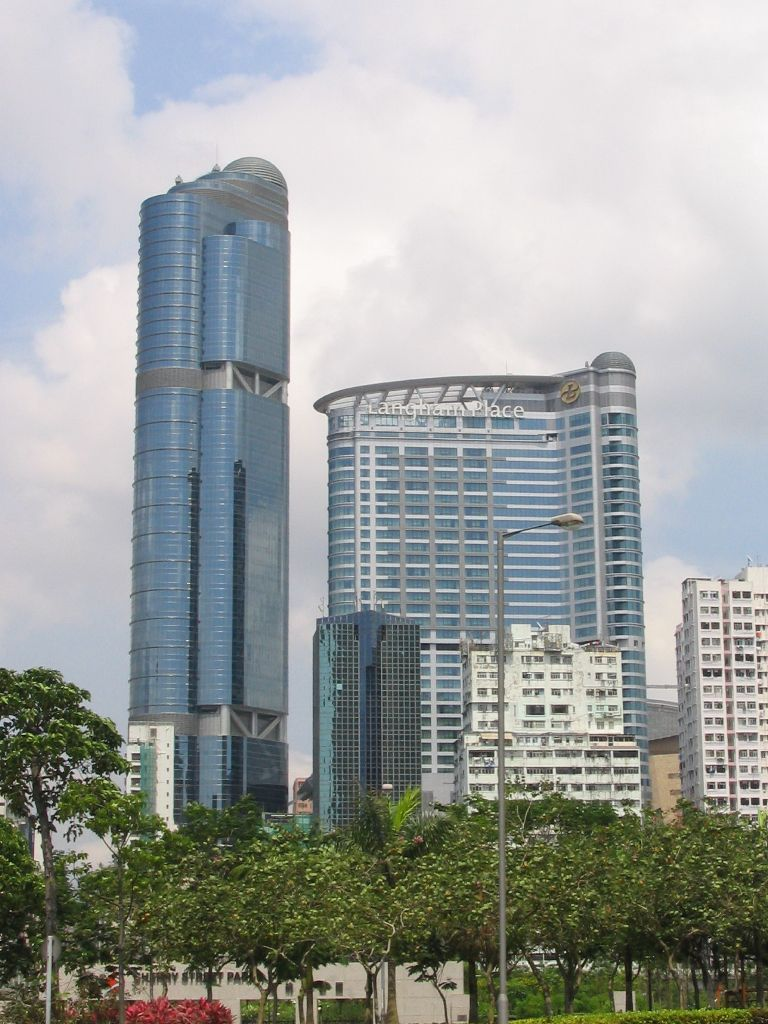
ランガムプレイス

彌敦道沿いの油麻地周辺は観光客などが多く集まり、高級衣料店や両替商、土産物店などが多い。昼間から夜間には油麻地から旺角の一帯に露天商が現れ活気が溢れる。この中でも、特に女人街（通菜街：Tung Choi Street）の露店は有名である。
この地域の彌敦道上にはネオン看板が無数にひしめき、いわゆる香港らしいとされる景色が広がる。香港の下町としての色合いも強く、地元色の濃い地域でもある。佐敦や旺角と言った地域と共に、古くから営業する茶餐廳や麻雀店なども多い。
旺角は、香港島にある銅鑼湾と並び、香港で最も繁華な場所のひとつである。花園街や西洋菜街、旺角中心などには最新の衣料品店やスポーツ用品店が多く軒を連ね、香港の若年層文化の中心地のひとつとなっている。
専門の商品の販売に特化した雑居ビルなどもあり、この中では携帯電話機器やそれらのパーツ、コンピュータ関連機器、主に日本製のアニメやゲーム、漫画の関連商品（直輸入品の他に台湾のライセンス商品が多い）などを販売している店舗が集まっている信和中心や先達広場、皆旺商場、旺角電脳中心と言った雑居ビルなどが知られている。
2004年には、旺角の西側一帯を再開発し建設された複合施設であるランガムプレイスが完成した。高さ255.1メートルで地上59階建ての超高層オフィス棟を中心に、ショッピングモールや映画館、ランガムプレイスホテルを有し付近の新しいランドマークとなっている。
旺角はこれらの雰囲気から、香港を更に凝縮したような独特の情景を作り出している。
旺角には整備されたバスターミナルなどはないが、大手バス会社の路線が集約されているほか、多くのミニバスの発着点になっているなど、交通の要衝である。2007年12月1日まではMTRと九広東鉄に同じ名前の旺角駅があった。両駅は多少離れており、この駅での乗り換えには多少の時間を要する。このため2007年12月2日に九広東鉄がMTR東鉄線となったのを機に東鉄線の旺角駅が旺角東駅へと改称された（九龍塘駅が正式な乗り換え駅となっている）。

### 紅磡

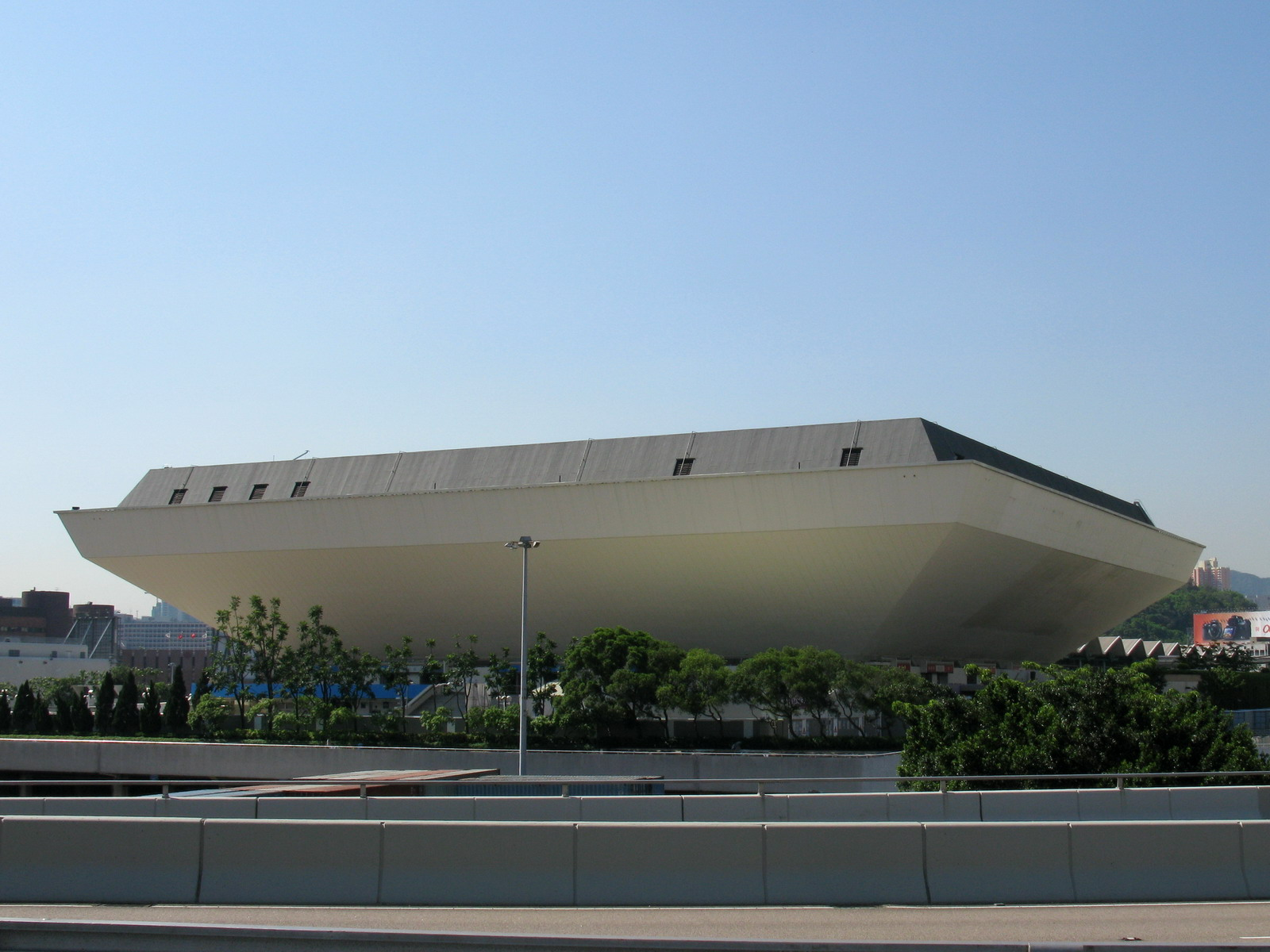
香港體育館

紅磡はハチソン・ワンポア（和記黄埔）などの企業が開発した広大な住宅群と、九広鉄路のターミナル駅である紅磡駅がある場所である。
九広鉄路の紅磡駅は、以前尖沙咀にあった九龍駅の代替として建設され九龍駅と名乗っていたが、機場快線や東涌線の九龍駅との混同を避けるため1998年に紅磡駅と改称された。2004年までは九広東鉄（現：東鉄線）の起点駅であったが、尖東駅の開業により中途駅となった。しかし2009年に西鉄線と接続したことで紅磡〜尖東が西鉄線に移管され、再び起点駅に戻っている。広州や仏山など、中国本土の都市への直通越境列車（城際直通車）は、九広東鉄延伸後も紅磡駅を発着駅としている。
東側は住宅地があり高層アパートが立ち並んでいる。紅磡駅の駅舎の前には香港体育館があり、各種スポーツ競技やイベントが行われている。

### 九龍城・九龍塘

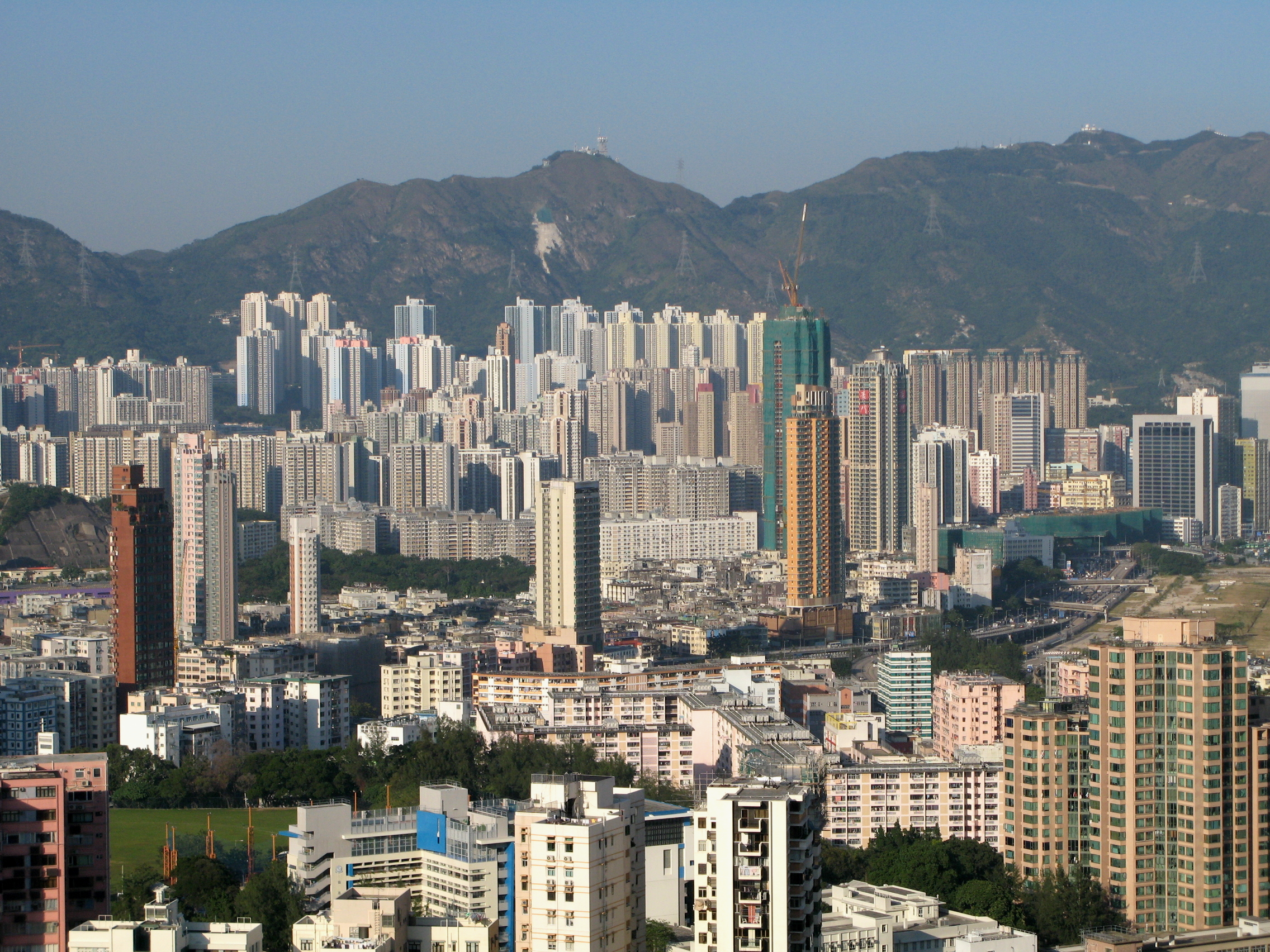
九龍城

九龍城は、閉鎖された啓徳空港が隣接していた場所として知られる。九龍半島の東部分が香港の行政区分としての九龍城区に含まれるが、狭義には九龍寨城に近接する地域を指す。
この地にはかつて清朝の軍事施設であった九龍寨城（俗称「九龍城砦」）があったことでも知られる。違法に建て増しされた建造物が集まり、スラム化していた九龍寨城跡地は1994年に取り壊され、九龍寨城公園として再開発された。
九龍城は飲食店が多く集まる地域としても知られている。中華料理の他、特にタイ料理の店舗が多くを占め、加えて甜品を供する店が多数出店している。
一方、九龍城の西部に隣接する九龍塘は高級住宅地として知られ、アパートメントや学校が整然と立ち並ぶなど落ち着いた様相を呈しており、雑然とした下町という感のある九龍城とは対照的である。かつてはブルース・リーの邸宅も九龍塘にあった。

### 九龍湾・観塘

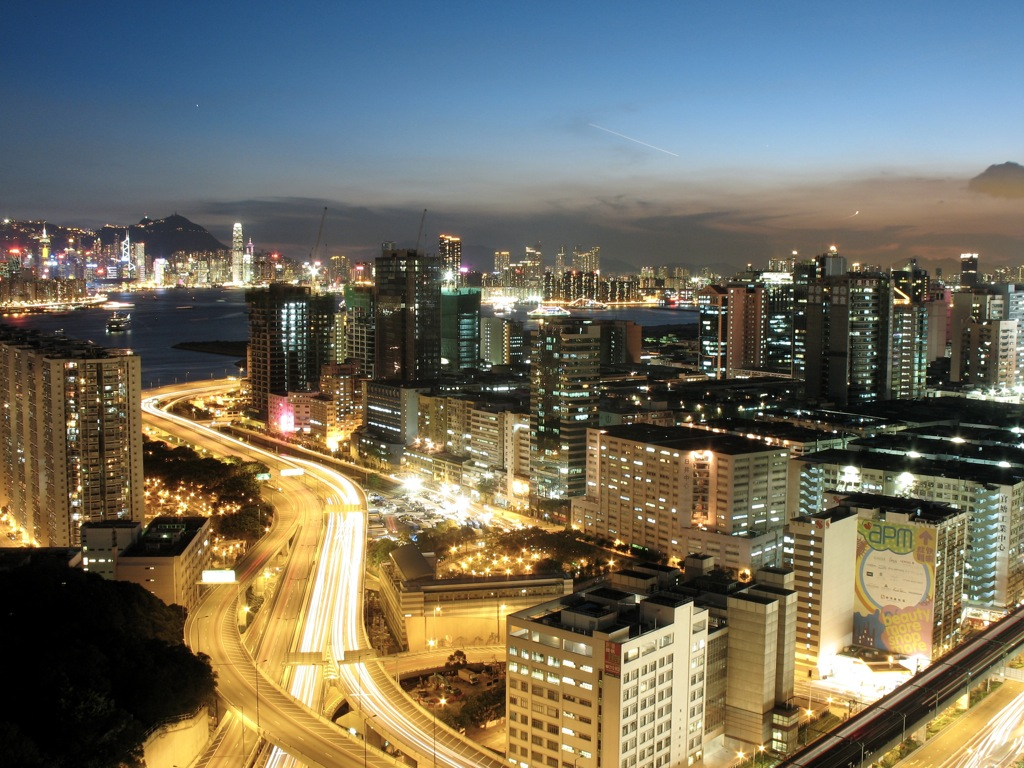
観塘

九龍湾から観塘にかけては、古くから開発されてきた住宅地である。超高層アパートが地下鉄路線沿いに軒を連ね、周囲に広がる山の中腹にまで及んでいる。
海岸地域には閉鎖された啓徳空港が近かった事もあり、巨大な倉庫街やかつて小規模工場として使われたビル群が広がる。付近には香港コンベンション・アンド・エキシビション・センターができるまで香港でも最大級の展示施設であった香港国際展貿中心がある。
啓徳空港跡地は、閉鎖後暫くは空港ターミナルビルを有効利用し、ゴーカートやボウリング場といったアミューズメント施設や自動車展示場、香港政府の合同庁舎などで使用されていた。ターミナルビルは現在既に取り壊されている。他に旧滑走路跡にセメント工場が建設されるのみで、ながらく目立った工事は行われていなかったが、最近になって旧空港用地は観塘地区とともに香港島のセントラルを上回る規模のオフィス街に変貌させる開発計画案も出されるなど、再開発が始まっている。

### 深水埗

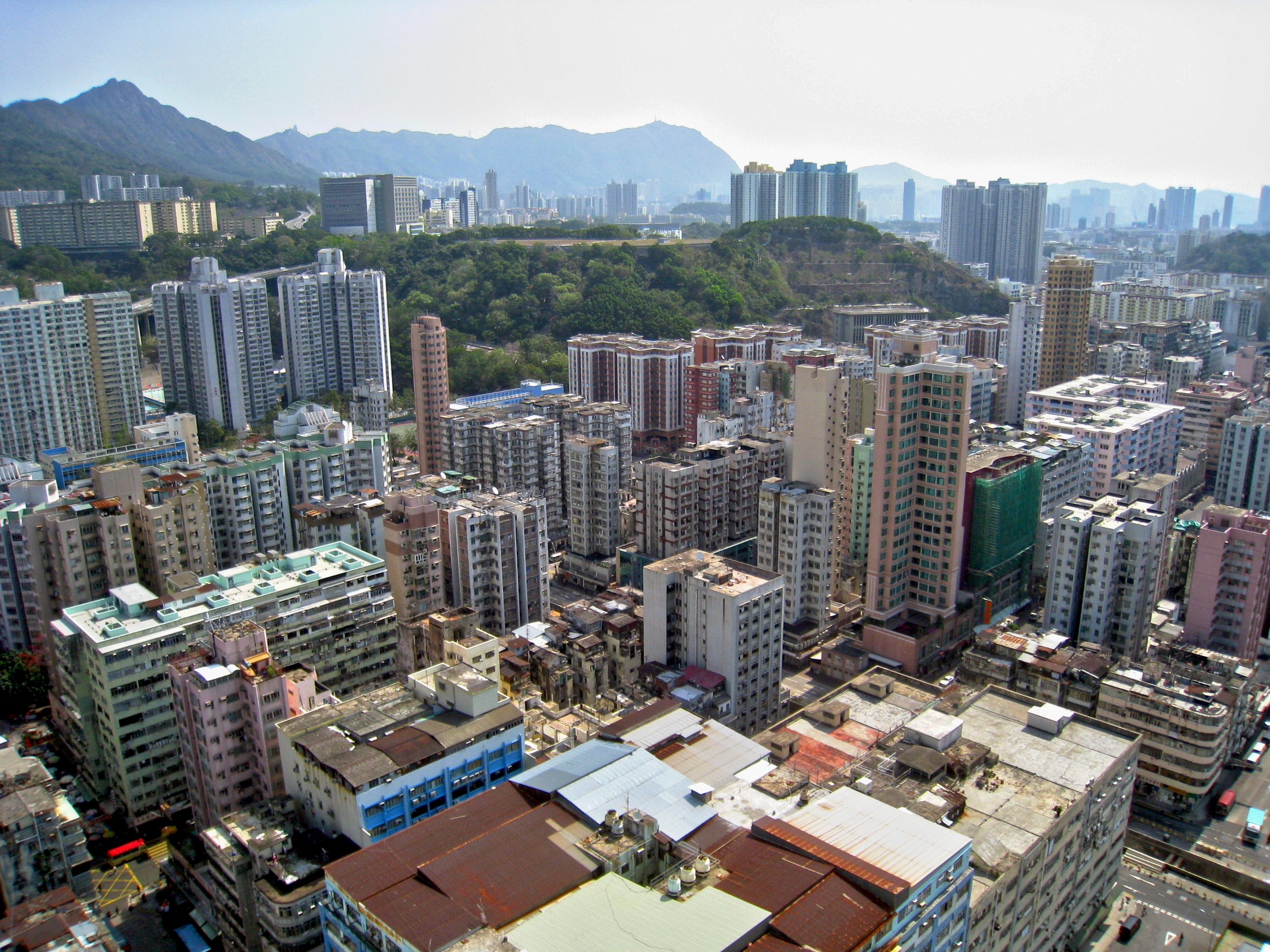
深水埗

深水埗は、かつて古くからこの地で生活を営んでいた蛋民などと呼ばれる水上生活者がひしめいていたものの、近年の急速な開発に伴う沿岸地区の埋立てが進んだことや、香港社会の近代化によって現在ではその姿を見ることはない。
深水埗は、アジアでも有数の電気街がある事でも知られる。日本の代表的な電気街で、世界で最も大きいとされる東京の秋葉原や、それに次ぐ大阪の日本橋ほどの規模ではないものの、拡大が続いている。深水埗電気街は、鴨寮街（Apliu Street）などの新品や中古を問わず電気器具を扱う店が中心となって形成され、近年ではコンピュータやそれらのパーツ、携帯電話などの先端機器を扱う店が台頭するようになった。深水埗高登電腦中心（Sham Shui Po Golden Computer Centre）や黄金電脳商場（Golden Computer Arcade）など、それらコンピュータ機器を専門に扱う雑居ビルも存在する。更に、最近では旺角同様にアニメやゲーム、漫画などの関連商品を売る店も出始めている。最近は近くの市場街と隔絶され減ってきているが、ヘビの食材店が何軒もあることでも有名である。
ショッピングセンターを備えた大規模な室内型の遊園地、西九龍中心があり、周辺には安価な衣料品を売る小売店、卸売店も多い。

### 西九龍・大角咀

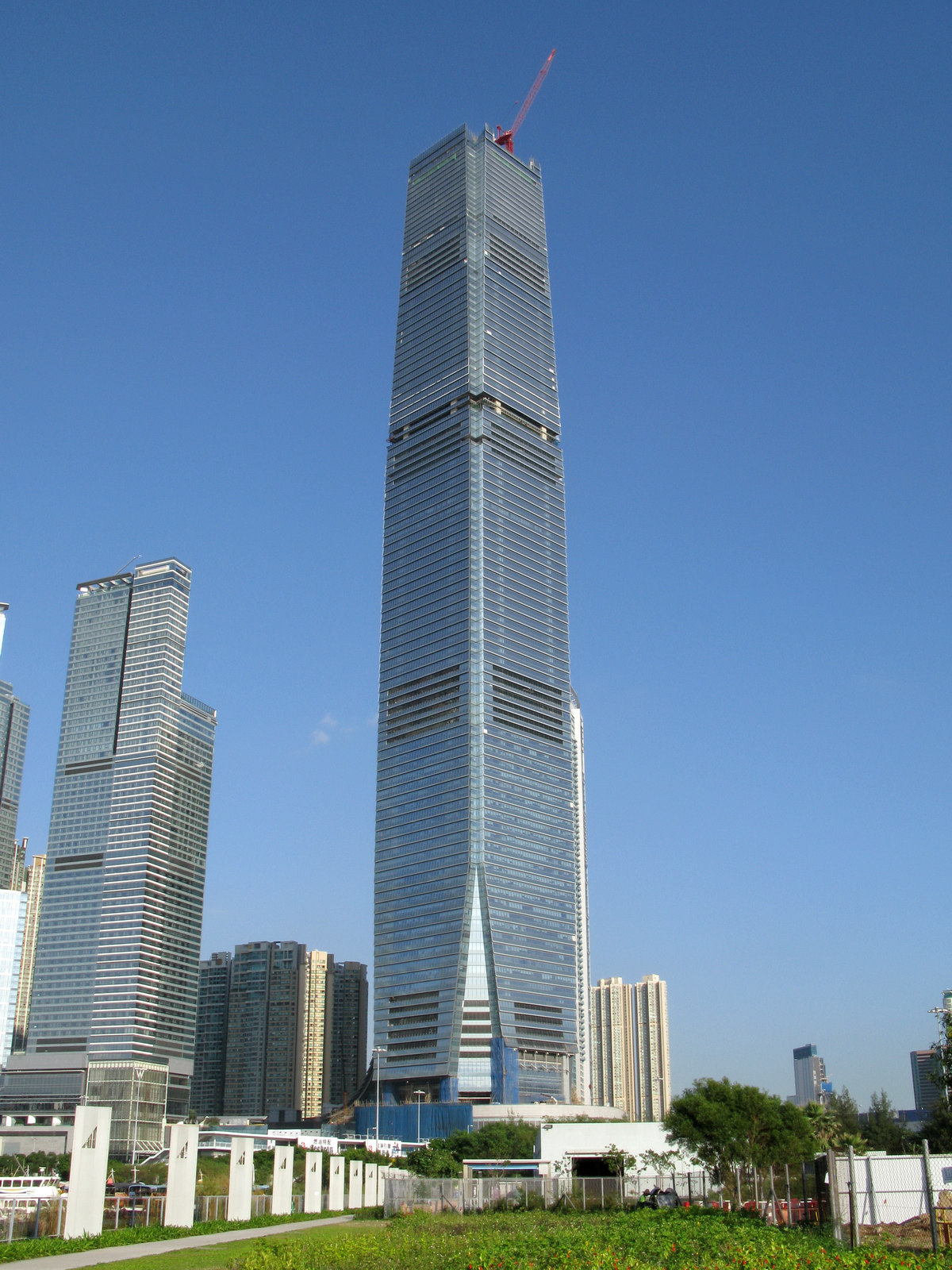
建設中の環球貿易広場

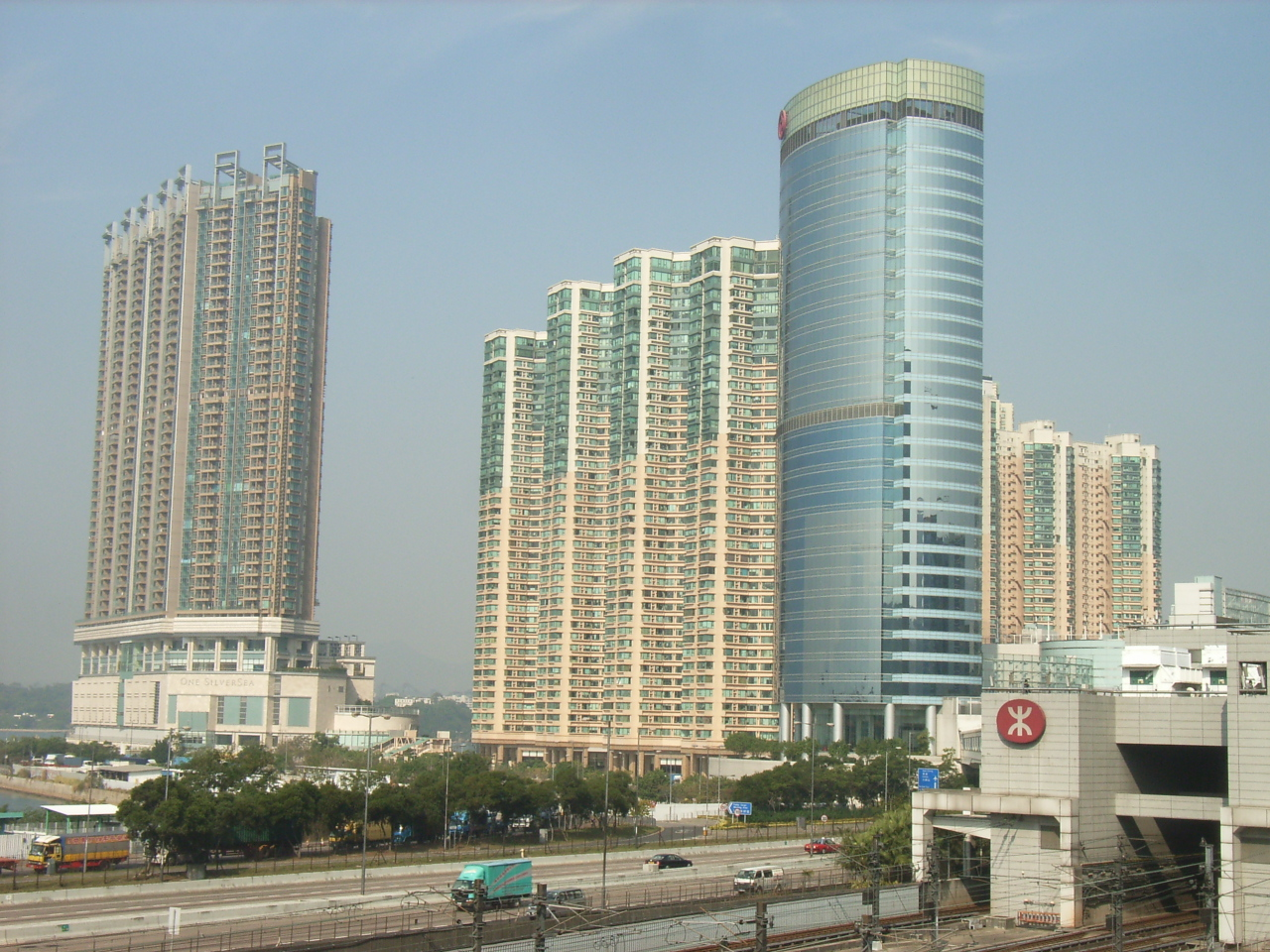
大角咀の奥運駅と奥海城（Olympian City）

西九龍では大規模開発が進められており、敷地のほとんどが埋め立て地と言っても過言ではない。埋め立てが始まるまでは、船舶を台風などの荒天から避難させる避風塘 (Typhoon Shelter) という波止場が多く設置されていた。凱旋門 (The Arch) や擎天半島 (Sorento) などの高級な高層住宅がある。域内の九龍駅からエアポートエキスプレスで香港国際空港に直結し、MTR東涌線でビジネス街の中環駅へ1駅であることから、近年これらの高級高層住宅は、日本人や韓国人ビジネスマンが多く住んでいる。西九龍には「シティゴルフ」と呼ばれる打ちっ放しのゴルフ練習場があり、中国へ接待ゴルフに行く日本人駐在員の間でゴルフの練習場としてよく利用されている。
香港国際空港へ直通する機場快線を利用するには、MTRの九龍駅が利用できる（紅磡にあるMTR紅磡駅〈旧九龍駅〉ではない）。
九龍駅上には複合施設のユニオンスクエアがある。この中に位置する超高層建築環球貿易広場は、高さ484.0メートル、地上108階建ての香港で最も高いビルで、アメリカ合衆国の設計事務所KPFが設計した。最上階から15フロアはザ・リッツ・カールトン香港-九龍が入居する。このビルをはじめ周囲には十数棟の高級超高層アパートメントがある。
この他に西九龍埋立地では、西九文化區の整備計画が興されている。ここには劇場、博物館などが建設されている。
大角咀はMTR東涌線の奥運駅を挟んで東西に分かれ、東側は油麻地地区や旺角地区と隣接する古くからある下町地域である。西側は西九龍と同じく、そのほとんどが埋立てによって得られた土地であり、香港上海銀行や中国銀行などが入居する数棟のオフィスビルがあるほか、多くが超高層アパートを中心とした住宅区域で占められている。
奥運駅の駅名は当初大角咀駅となる予定だったが、長洲島出身の李麗珊が1996年のアトランタオリンピックにおけるヨット競技のミストラル級で香港（当時はイギリス領）代表の選手として初めて金メダルを獲得したことにちなみ、奥運（Olympic）と名付けられた。

## 文化
九龍の美術、音楽、ファッション、スポーツについては香港#文化を参照。
香港映画やテレビ番組などコンテンツ産業が盛んな香港において、香港の区域に組み込まれている九龍はしばしば撮影地や舞台として登場する。日本における映画や番組、アニメやゲームなどのコンテンツにおいても九龍が舞台となっている作品が存在する。

## 九龍を舞台にした作品
- ゴルゴ13 九竜の首 (1977年)
- ポリス・ストーリー/香港国際警察（1985年）
- ポリス・ストーリー2/九龍の眼(1988年)
- 恋する惑星（1994年）
- 九龍で会いましょう（1999年）
- インファナル・アフェア 三部作 (2002年〜2003年)
- クーロンズゲート　日本のゲーム(1997年)
- 九龍ジェネリックロマンス　日本の漫画(2019年)　眉月じゅん作
- 金田一少年の事件簿 香港九龍財宝殺人事件（2013年）
- トワイライト•ウォリアーズ　決戦!九龍城砦(2024年)

## その他
1980年11月30日までは中国からの密航者は九龍の市街地まで入れば香港の居住権を与えられた。